# April Skies
April Skies је осми албум немачког састава Дајне лакајен објављен 2005. године.

## April Skies (2005)
- Over And Done
- Slowly Comes My Night
- Secret Hideaway
- Supermarket (My Angel)
- Midnight Sun
- Satellite
- Take A Chance
- Heart Made To Be Mine
- Vivre
- When You Loose
- Through The Hall
- Dialectic

- Falling (додатак на посебном издању албума)